# Mary Louise Smith (Politikerin)

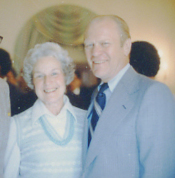
Smith mit US-Präsident Gerald Ford im Jahr 1974

Mary Louise Smith (* 6. Oktober 1914 in Eddyville als Mary Louise Epperson; † 22. August 1997 in Des Moines) war eine US-amerikanische Politikerin und Frauenrechtlerin. Von 1974 bis 1977 war sie Vorsitzende der Republikaner und damit nach Jean Westwood die zweite Frau in der Geschichte, die Vorsitzende einer der beiden großen politischen Parteien der Vereinigten Staaten wurde.

## Leben und politische Karriere
Mary Louise Smith studierte an der University of Iowa in ihrem Geburtsstaat Iowa Soziale Arbeit. Sie schloss ihr Studium 1935 mit einem Bachelor of Arts ab. Nach dem Studium arbeitete sie als Sachbearbeiterin für die Iowa Employment Relief Administration in Iowa City. Bereits 1936 verließ sie diese Stelle allerdings wieder, um gemeinsam mit ihrem Ehemann Elmer M. Smith, den sie während des Studiums kennengelernt und 1934 geheiratet hatte, eine Familie zu gründen. Das Paar hatte drei gemeinsame Kinder: Robert (* 1937), Margaret (* 1939) und James (* 1942).
Nachdem die Familie nach Eagle Grove umgezogen war, wurde Smith aktiv in der Politik und in der Republikanischen Partei. 1961 wurde sie Mitgliedschaftsbeauftragte (membership chair) des Iowa-Rats für republikanische Frauen. Im Folgejahr wurde sie als stellvertretende Vorsitzende des republikanischen Zentralkomitees für das Wright County gewählt. 1964 wurde sie als Vertreterin für Iowa in das Republican National Committee (RNC), das nationale Organisationsgremium der Republikanischen Partei, gewählt. Diesen Posten hatte sie für 20 Jahre in Folge inne.
Unmittelbar nach dem Bekanntwerden der Watergate-Affäre und dem Rücktritt von Präsident Richard Nixon ernannte dessen Vizepräsident und Nachfolger im Amt, Gerald Ford, im September 1974 Mary Louise Smith zur ersten weiblichen Vorsitzenden des Republican National Committee. Diesen Posten hatte Smith bis zum 15. Januar 1977 inne. Sie organisierte die Nominierungs- und Wahlkampfveranstaltungen der Republikaner im Zuge der Präsidentschaftswahl 1976, bei der die Republikaner in der Folge des Watergate-Skandals starke Verluste erlitten. 1978 unterstützte sie Robert D. Ray im Wahlkampf zu seiner erfolgreichen vierten Wiederwahl zum Gouverneur von Iowa.
Später unterstützte sie die Wahlkampfkampagne von George Bush in den Vorwahlen der Präsidentschaftswahl 1980. Nachdem sich Ronald Reagan als Kandidat durchgesetzt hatte, unterstützte sie diesen in der Präsidentschaftswahl 1980 und der Präsidentschaftswahl 1984. Reagan ernannte Smith 1981 zur stellvertretenden Vorsitzenden der Kommission für Bürgerrechte (United States Commission on Civil Rights), ließ sie jedoch 1984 nicht erneut auf die Position berufen. Während Smith eine sozialliberale politische Position vertrat, hatte sich die Republikanische Partei insgesamt eher zur Politischen Rechten hin orientiert. Enttäuscht von dieser Richtungsänderung trat Smith 1984 aus dem RNC zurück und trat in das Republican Mainstream Committee ein. Dieses verfolgte eine sozialliberale Agenda innerhalb der Partei und setzte sich für Bürger- und Frauenrechte ein. Smith engagierte sich für das Equal Rights Amendment, das letztendlich keine ausreichende Unterstützung in ihrer Partei fand, sowie für Pro-Choice und Planned Parenthood, Initiativen für die reproduktiven Selbstbestimmungsrechte von Frauen. Smith war eine der Co-Gründerinnen und Stifterinnen der Iowa Women's Archives, eines Teils der Bibliothek der University of Iowa, welche 1992 eröffnet wurden.
1991 berief Präsident George Bush sie in das Direktorium des 1984 gegründeten United States Institute of Peace (USIP). Beeinflusst von den Erfahrungen ihres Ehemanns, der Arzt im Vietnamkrieg war, hatte sich Smith aktiv um die Einrichtung einer solchen Bundeseinrichtung zur Erforschung und Verhinderung gewaltsamer Konflikte bemüht. Bis zu ihrem Tod blieb Smith für das USIP aktiv.
Smith starb im Alter von 82 Jahren in Des Moines, Iowa, an Lungenkrebs.

## Ehrungen
- 1977 wurde Smith in die Iowa Women's Hall of Fame aufgenommen.
- 1995 richtete die Iowa State University ihr zu Ehren den Mary-Louise-Smith-Lehrstuhl für Frauen und Politik ein.